# Madeleine Ley
Pour les articles homonymes, voir Ley (homonymie).
Madeleine Ley, née à Anvers le 5 mai 1901 et morte en 1981, est une femme de lettres belge. Elle est la fille du médecin psychiatre belge Auguste Ley.

## Biographie

### Enfance et formation
Madeleine naît à Anvers le 5 mai 1901.

### Carrière
Elle entame en 1918 des études philosophiques préparatoires à l’Université Libre de Bruxelles.
Elle compose en 1920 le conte Le Rubis.
Sa santé mentale s'étant dégradée au cours de la Seconde Guerre mondiale, Madeleine Ley cesse définitivement d’écrire. Dès lors, son état nécessite des soins psychiatriques réguliers.

### Mort
Elle meurt en 1981.

### Vie de famille
En 1921, Madeleine épouse le médecin Lucien Wybauw, avec qui elle s’établit à Uccle.
Madeleine Ley est la mère de l'architecte Jacques Wybauw.